# Epsilon Capricorni
Epsilon Capricorni (Castra, Kastra, 39 Capricorni) é uma estrela na direção da constelação de Capricornus. Possui uma ascensão reta de 21h 37m 04.82s e uma declinação de −19° 27′ 57.6″. Sua magnitude aparente é igual a 4.51. Considerando sua distância de 663 anos-luz em relação à Terra, sua magnitude absoluta é igual a −2.03. Pertence à classe espectral B3V:p. É uma estrela variável γ Cassiopeiae.